# Лазоренко Вадим Миколайович
Вадим Миколайович Лазоренко (нар. 1 березня 1965, Київ, УРСР) — радянський та український футболіст, захисник, український футбольний тренер.

## Кар'єра гравця
Вихованець київського «Динамо», перший тренер — Євген Котельников. Футбольну кар'єру розпочав 1983 року в ірпінському «Динамо». Потім перейшов до тернопільської «Ниви». У 1987 році повернувся до ірпінського «Динамо», яке наступного року переїхало до Білої Церкви. У 1992 році виїхав до Словаччини, де захищав кольори «Кошиці», у футболці якого завершив футбольну кар'єру.

## Кар'єра тренера
Кар'єру тренера розпочав по завершенні кар'єри гравця. Спочатку тренував клуби «Схід» (Славутич) та «Система-Борекс» (Бородянка). У липні 1997 року призначений головним тренером київської «Оболоні-ППО», яким керував до вересня 1999 року. Потім допомагав тренувати бориспільський «Борисфен». На початку XXI століття повернувся до клубу, в якому розпочав свою футбольну кар'єру, який мав назву «Рось» (Біла Церква). У липні 2002 року призначений головним тренером чернігівської «Десни», в якому працював до червня 2004 року. У 2005 році приєднався до тренерського штабу київського «Арсеналу». 10 квітня 2008 року прийняв запрошення на посаду головного тренера дніпродзержинської «Сталі», проте вже 5 травня подав у відставку. Потім працював у Федерації футболу України, а з 2009 року очолював «Єдність» (Плиски). У липні 2011 року прийняв запрошення Віталія Кварцяного приєднатися до тренерського штабу луцької «Волині». З 19 червня по 11 липня разом з Віталієм Кварцяним працював у тренерському штабі «Кривбасу» (Кривий Ріг). 6 вересня 2012 року разом з Кварцяним перейшов у запорізький «Металург», в якому працював до кінця 2012 року. З 12 червня 2013 року працював у тренерському штабі полтавської «Ворскли».
26 вересня 2023 року підписав контракт з футбольним клубом «Локомотив» (Київ) як головний тренер.